# Барракас (Буэнос-Айрес)
Барракас (исп. Barracas) — район города Буэнос-Айрес, столицы Аргентины. Расположен на юго-восточной окраине города. Своим названием район обязан баракам. Он ограничен железной дорогой Ferrocarril General Manuel Belgrano, рекой Риачуэло и улицами: Рехимьенто де Патрисиос, Дефенса, Касерос, Велес Сарсфилд, Амансио Алькорта, Лафайет и Лаварден. Барракас граничит с районами Нуэва Помпея на западе, Парке Патрисиос на северо-западе, Конститусьон на севере, Сан-Тельмо на северо-востоке, Ла-Бока на востоке и с пригородом Буэнос-Айреса Авельянеда на юге.
Улица Монтес де Ока вместе с площадью Колумбия — центральная и наиболее оживлённая часть района.
В XVIII веке вдоль реки Риачуэло стали возникать бараки рабочих, кожевенные производства, скотобойни. В 1791 году здесь был открыт деревянный мост, сыгравший стратегическое значение во время британского вторжения в вице-королевство Рио-де-Ла-Плата в 1806—07 годах. В 1858 году часть этого моста была разрушена во время наводнения, и в 1871 на его месте появился новый железный мост, который из-за ряда возникших проблем был заменён на нынешний в 1931 году.
На протяжении большей части XIX века на территории района находились резиденции ряда богатейших семейств города. На улице Санта-Лусия располагались одни из самых известных магазинов Буэнос-Айреса. Однако из-за эпидемии жёлтой лихорадки в 1871 году, охватившей южные части города, большинство представителей высших и средних слоёв общества перебрались в северные районы Буэнос-Айреса. Однако они сохраняли в собственности дома, которые активно сдавали в аренду. В районе стали активно заселяться иммигранты, особенно итальянцы. Открывались кафе для людей с низким достатком. До 1980-х годов заводы и фабрики доминировали в районе, после чего начали терять свою роль в экономике и жизни района.
Закрытые заводы и пустыри района стали декорациями для фильма 1987 года кинорежиссёра Фернандо Соланаса «Юг».
Местный художник Марино Санта Мария начал расписывать фасады невысоких зданий по улице Ланин, что стало частью реконструкции Барракаса.
Барракас — родной квартал для знаменитого аргентинского футболиста Альфредо ди Стефано.